# Atlantium
L'Empire d'Atlantium est une micronation, une association laïque, pluraliste et progressiste basée en Nouvelle-Galles du Sud, Australie.
Micronations: The Lonely Planet Guide to Home-Made Nations décrit Atlantium comme "un antidote rafraîchissant à l'autocratie réactionnaire d'un bon nombre de micronations" et "une expérience d'État-nation très sophistiquée aussi sérieuse qu'un État légitime".
Atlantium est pour un droit à la liberté de circulation sans restriction internationale, l'avortement, l'aide au suicide et une réforme d'un calendrier décimal.

## Histoire
Atlantium est créé en 1981 par trois adolescents de Sydney - George Francis Cruickshank, Geoffrey John Duggan et Claire Marie Coulter (née Duggan). Ils réclament un terrain de 10 m2 à Narwee, dans la banlieue sud, comme territoire provisoire et première capitale d'Atlantium, et déclarent Cruickshank chef souverain de l'État, avec le titre d'Empereur George II. Geoffrey Duggan est élu comme Premier ministre (1982-1986). Damian Scott (1986-1988), et Kevin Fanucchi (1988-1990) lui succèdent. Mais en 1990, les membres du groupe d'origine obtiennent des diplômes universitaires et déménagent à différents endroits, le groupe cesse d'être actif.
En 1999, Cruickshank achète un appartement à Potts Point, dans la banlieue de Sydney, et relance Atlantium grâce à un site Internet qui attire de nouveaux membres. L'appartement de 61 m2 devient Imperium Proper, la deuxième capitale d'Atlantium. Concordia devient la troisième capitale d'Atlantium le 12 janvier 2008 avec l'achat d'un terrain de 0,76 km2, la province d'Aurora, à environ 350 kilomètres au sud-ouest de Sydney. Le site décrit Aurora comme  "capitale administrative globale, point focal de cérémonie et patrie spirituelle."

## Géographie
Aurora est une ancienne installation de traitement de l'or construite et exploitée dans les années 1860 par des mineurs immigrants chinois. Aurora est divisé en quatre "divisions administratives" : le quartier de Hickey (qui occupe environ la moitié de la superficie totale d'Aurora), le district de Duggan (qui occupe le tiers sud de la province), Concordia Capital District (la seule division administrative où l'occupation humaine permanente et le développement sont autorisés) et la préfecture d'Idalia (nouveau nom d'Imperium Proper). Cette dernière est la résidence permanente en cours de Cruickshank.
Concordia est le lieu de l'administration nationale; actuellement, il y a un immeuble résidentiel et administratif de plain-pied, plusieurs structures de services, et deux petits lacs artificiels.

## Activités diplomatiques
Atlantium émet ses propres timbres, billets et pièces de monnaie.
Le site Internet d'Atlantium utilise plusieurs différentes notions, comme "État autoproclamé", "aspirant à être micro-État" et "État souverain global". Atlantium n'a pas de prétention territoriale formelle ; toutefois l'appartement de Cruickshank et Aurora ont un statut extraterritorial ; dans la pratique, ces propriétés restent sous compétence australienne.
Aucune nation ne reconnaît Atlantium et n'a de relations diplomatiques réciproques. Atlantium déclare avoir des "représentants diplomatiques non accrédités" appelés "légats impériaux" aux États-Unis, en Pakistan, en Pologne, au Brésil, en Inde, en Italie, en Iran, à Singapour, en Suisse et en Serbie.
En 2006, Atlantium revendique 903 citoyens de plus de 90 pays. Selon le site, vingt personnes occupent des fonctions étatiques et administratives. Atlantium déclare une citoyenneté qui ne substitue pas à celle d'origine, se contentant d'une double-nationalité et incite ses citoyens à la promotion de la nation dans leurs pays de résidence.